# Jericho (raketa)
Jericho je obecné označení pro izraelské balistické rakety.

## Historie

### Zadání projektu
V září 1962 zadala izraelská vláda objednávku na projekt balistické rakety dvěma francouzským společnostem – Sud Aviation a Dassault. Podmínky objednávky pro raketu byla nosnost 750kg užitečné zátěže na vzdálenost 235–500 km, nezávislost na počasí, odpalitelnost z pevné základny 8 raket/hodina a z mobilního zařízení 4 rakety/hod. s maximální dobou přípravy na odpal 2 hodiny.

### Realizace projektu
Nakonec byl přijat projekt společnosti Generale Aeronautique Marcel Dassault (GAMD) a kontrakt „Operace Jericho“ byl podepsán 26. dubna 1963. Předmětem kontraktu bylo 25 experimentálních raket DM 620 – 5 ks mobilních raket a 20 ks pro pevná postavení + startovací a kontrolní vybavení. Po skončení testů pak měla začít sériová výroba přímo v Izraeli. Hlavním dodavatelem byla firma Dassault, subdodavatelem motorů na tuhé palivo firma Nord Aviation a subdodavatelem systémů řízení firma Sagem. Kontrakt byl realizován od května 1964 do ledna 1969 v továrně Dassault v Martignas-sur-Jalle za účasti izraelských specialistů.

## Jericho 1

### Technický popis
Raketa o hmotnosti 6,7 t, výšce 13,4 m a průměru 0,8 m byla dvoustupňová a motory NA 804 a NA 805 byly vyvinuty z motoru NA 803 z rakety Topaze VE111. První stupeň se čtyřmi řiditelnými tryskami byl prakticky identický s raketou Topaze, druhý stupeň byl vybaven pevnou tryskou a řízen čtyřmi aerodynamickými kormidly. Během hnané fáze řízení obstarával inerciální navigační systém v kombinaci s digitálním počítačem, což umožňovalo dosáhnout přesnosti zásahu 1/1000 doletu.

### Testy a komplikace
První zkušební odpal byl proveden 1. února 1965. Celkem bylo do září 1968 provedeno 16 zkušebních odpalů. 10 bylo úspěšných, 3 byly částečně úspěšné a 3 neúspěšné. Až sem je projekt DM620/ Jericho 1 podrobněji sledovatelný. Jenže 29. prosince 1968 provedl Izrael útok na letiště v Bejrútu, což ze strany Francie vyvolalo zbrojní embargo. V programu DM 620 ještě zbývalo 7 zkušebních testů, ale kvůli embargu byl program v lednu 1968 přerušen. Dassault doručil zbylé již hotové rakety a náhradní díly do Izraele a následně Dassault s izraelskou vládou 2. května 1969 podepsal formální memorandum o zastavení vývoje a zkušebního programu.

### Realizace a lokalizace
Izrael v projektu DS 620 pokračoval pod názvem Jericho 1, kterých pak bylo v letech 1970–1980 vyrobeno okolo 100 kusů. Do výzbroje byla raketa Jericho 1 zřejmě zavedena v roce 1973 a dle neověřených zpráv bylo okolo 100 kusů raket rozmístěno v podzemních bunkrech na základně Sdot Micha v předhůří Judských hor (v regionu Šefela, východně od Tel Avivu) a v jeskyních v Zacharia, jihozápadně od Tel Avivu. Z těchto základen byly rakety Jericho 1 schopny zasáhnout např. Damašek nebo Káhiru. V současné době se předpokládá, že jsou všechny rakety Jericho 1 nahrazeny novějšími verzemi.

### Technické údaje Jericho 1
| Alternativní název: | YA-1                                      |
| Umístění            | na vozidlech                              |
| Výška:              | 13,4 m                                    |
| Průměr:             | 80 cm                                     |
| Užitečná váha:      | Jednotná hlavice do váhy 450–500 kg       |
| Typ hlavice:        | Konvenční HE, jaderná 20 kT nebo chemická |
| Navádění:           | Inerciální                                |
| Pohon:              | dvoustupňový na tuhé pohonné hmoty        |
| Dolet:              | 500 km                                    |
| Stav                | zastaralá                                 |

## Jericho 2
Raketa Jericho 2 je pokračování Jericha 1. Do vývoje vstoupila v roce 1977. Několik důkazů říká, že se mělo jednat o společné úsilí mezi Izraelem a Íránem, ale tato spolupráce skončila s íránskou revolucí v roce 1979.[zdroj?] Kolem roku 1986 měl Izrael přikročit k prvnímu testování. Spekuluje se, že na testování se kromě Izraele podílela i Jihoafrická republika a to někdy během 80. let 20. století, ale později se tato země svého jaderného potenciálu vzdala.
| Alternativní označení: | YA-3                                             |
| Výrobce:               | Israel Aircraft Industries, Be'er Yaakov, Izrael |
| Výška:                 | 14 m                                             |
| Průměr:                | 156 cm                                           |
| Hmotnost:              | 26 tun                                           |
| Užitná zátěž hlavice:  | 1 tuna                                           |
| Hlavice:               | konvenční HE nebo jaderná – 1 megatuna           |
| Navádění:              | Inerciální                                       |
| Pohon:                 | dvoustupňový (tuhé palivo)                       |
| Dolet                  | 1500 km                                          |
| Stav:                  | operativní od roku 1990                          |

## Jericho 3
| Alternativní název:  | YA-4                                      |
| Třída:               | IRBM (balistická střela středního doletu) |
| Upevnění:            | na vozidlech                              |
| Délka:               | 15,50 m                                   |
| Průměr:              | 156 cm                                    |
| Startovací hmotnost: | 29 tun                                    |
| Užitná hmotnost:     | 1000 až 1300 kg                           |
| Hlavice:             | 750 kg jaderné; možnost MIRV              |
| Pohon:               | třístupňový, pevná paliva                 |
| Dosah:               | 4800 až 6500 km                           |
| Stav:                | ve vývoji                                 |